# Flexamia atlanticus
Flexamia atlanticus är en insektsart som beskrevs av Delong 1926. Flexamia atlanticus ingår i släktet Flexamia och familjen dvärgstritar. Inga underarter finns listade i Catalogue of Life.